# Arthrocarpum
Genre
Synonymes
- Chapmannia Torr. & A. Gray (préféré par BioLib)[2]
- Pachecoa Standl. & Steyerm.[2]

Arthrocarpum est un genre de plantes à fleurs dicotylédones de la famille des Fabaceae, sous-famille des Faboideae, originaire de la corne de l'Afrique et de Socotra, qui comprend deux espèces acceptées.
Certains auteurs classent ces espèces dans le genre Chapmannia.

## Liste d'espèces
Selon Catalogue of Life (24 octobre 2018) :
- Arthrocarpum gracile Balf.f.
- Arthrocarpum somalense Hillc. & J.B.Gillett